# Pyrol
Pirol (hay Pyrol, azol, imidol) là một chất hữu cơ dị vòng thơm, có vòng 4 nguyên tử C và 1 nguyên tử N. Công thức hóa học của nó là {\displaystyle {\ce {C4H5N}}}.

## Tính Chất hoá học
1. Tính base: pyrol hầu như không có tính base do cặp electron không chia trên AO-p đã tham gia vào hệ thơm.
2. Tính acid: pyrol có tính acid yếu thể hiện ở phản ứng với kiềm, hợp chất cơ magnesi,...
3. Phản ứng thế electrophyl: Khả năng phản ứng thế của pyrol tốt hơn so với benzene (có thể so sánh với anilin) và định hướng tác nhân electrophyl vào vị trí số 2 hoặc 5. Tuy nhiên khi thực hiện phản ứng thế electrophyl cần dùng tác nhân electrophyl không mang bản tính acid, nếu trong môi trường acid mạnh sẽ xảy ra phản ứng polymer hoá.

## Một số phản ứng hóa học

### Phản ứng 1
| + {\displaystyle {\ce {->}}} + |
| ------------------------------ |

### Phản ứng 2
| 4 + 25 {\displaystyle {\ce {->}}} 16 + 10 + 4 |
| --------------------------------------------- |

### Phản ứng 3
| 4 + 4{\displaystyle {\ce {->}}} + 4 + 3 |
| --------------------------------------- |